# Saint-Genou
Saint-Genou ist eine französische Gemeinde mit 939 Einwohnern (Stand 1. Januar 2022) Département Indre in der Region Centre-Val de Loire. Die Ortschaft liegt am Fluss Indre, rund 33 Kilometer westlich von Châteauroux. 

## Geschichte
Saint-Genou geht auf eine im 9. Jahrhundert vom Grafen von Bourges an einem „Strate“ genannten Ort, dem heutigen Estrées, gestiftete Benediktinerabtei zurück. Nach der Zerstörung durch die Normannen wurde sie etwas weiter flussabwärts neu errichtet. Die dort aufbewahrte Reliquie des heiligen Genulfus gab der Ortschaft, die sich um die Abtei herum entwickelte, ihren Namen. Zur Zeit der Französischen Revolution wurde aus Saint-Genou eine Kommune.

### Bevölkerungsentwicklung
| Jahr                       | 1962 | 1968 | 1975 | 1982 | 1990 | 1999 | 2009 | 2018 |
| Einwohner                  | 1417 | 1290 | 1205 | 1101 | 1065 | 1039 | 1025 | 961  |
| Quellen: Cassini und INSEE |      |      |      |      |      |      |      |      |

## Sehenswürdigkeiten

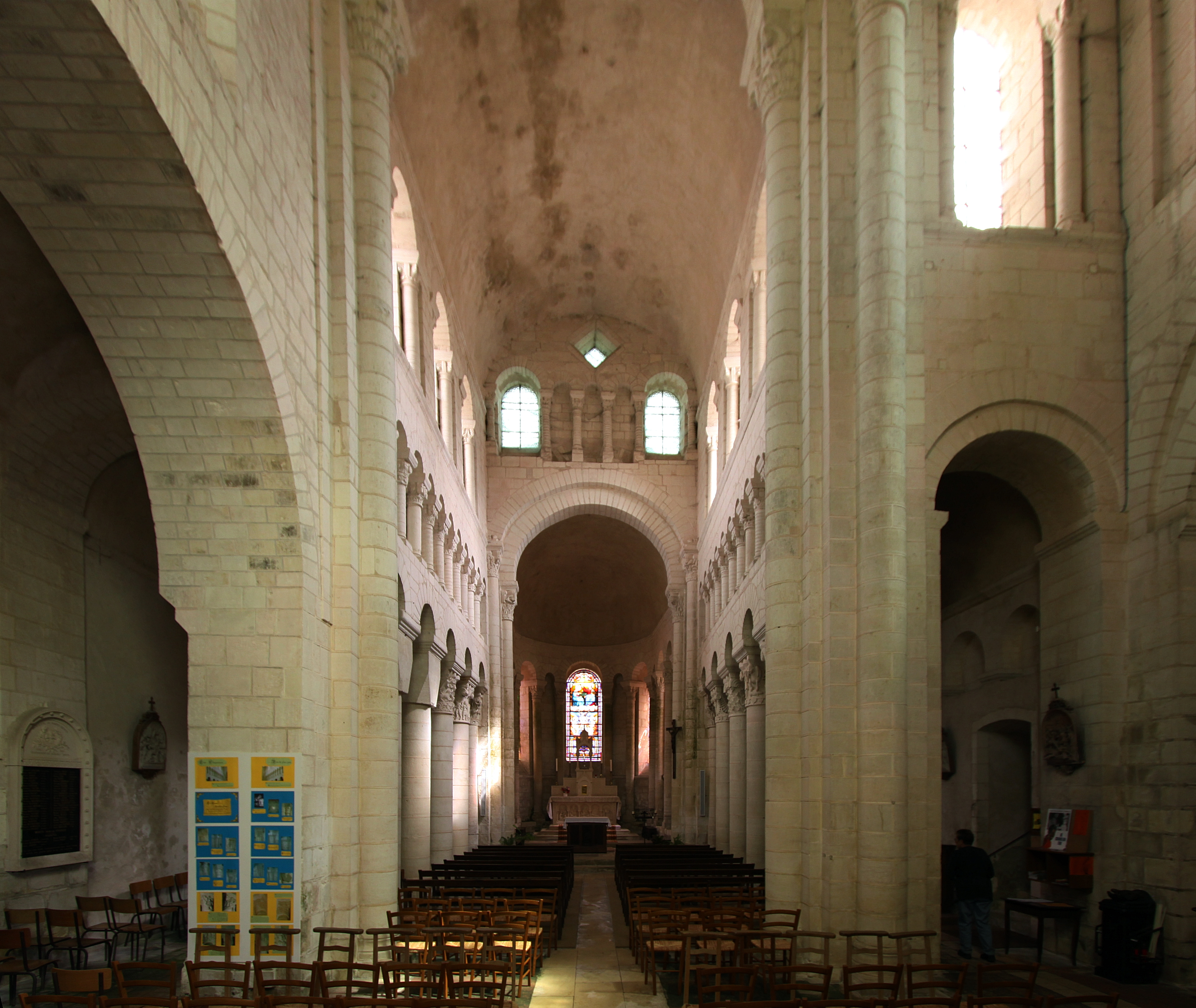
Innenaufnahme der verbliebenen Chorseite

- Romanische Kirche Sainte-Vierge – Das Gotteshaus aus dem 12./13. Jahrhundert ist seit 1862 als Monument historique klassifiziert. Die dreischiffige Basilika gehört trotz des fehlenden Langhauses, das 1676 der Zerstörung anheimfiel, mit zu den unverfälschten romanischen Baudenkmälern im Berry. Außer der teilweise restaurierten Vierung ist das Chorhaus der Kirche mit seinen über das Querhaus weitergeführten Seitenschiffen erhalten. Typisch romanisch ist das Tonnengewölbe von Mittelschiff und (schmalen) Seitenschiffen; die zusätzlich durch Scheinemporen in Form von Blendarkaden gegliederten Wände über den Arkaden des Mittelschiffes; darüberliegende Obergaden; niedriger, durch eine Bogenwand vom Schiff getrennter Ostteil mit halbkreisförmiger Apsis, flankiert von zwei Kapellen; bemerkenswerte Kapitellplastik.
- Laterne des morts
- Porzellanmuseum
- Ortsbild mit Häusern aus dem 15./16. Jahrhundert.